# Jul i augusti

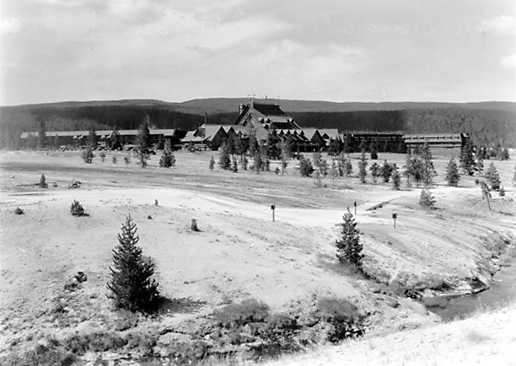
Old Faithful Inn, 1931.

Jul i augusti (tidigare även kallad "Savage Christmas") är en årlig tradition i Yellowstone nationalpark. Firandet omfattar att dekorera julgranar, sjunga julsånger och att byta julklappar.
Legenden säger att under tidigt 1900-tal slog en oväntad snöstorm till, och besökare fastnade vid hotellet Old Faithful Inn. De skall då ha börjat fira jul, eftersom det liknade jul utomhus. Många berättelser placerar händelsen "under 1900-talets första år" medan andra menar att detta inträffade 1939 eller under 1920-talet.
Vissa varianter av berättelsen menar dock att det började under 1800-talet, innan Old Faithful Inn fanns. Det finns dock inga historiska noteringar om att en snöstorm någonsin skulle ha inträffat i områden 25 augusti eller något datum däromkring. I stället föll den mesta snön som Yellowstone någonsin fått i augusti månad mellan 1904 och 1941 den 18 augusti 1932, då det handlade om 45 millimeter. Intervjuer med andra anställda pekar på att inget firande förekom förrän under 1930-talet. Istället verkar det som man på 1950-talet slagit samman ett tidigare Jul i juli-firande med ett Savage Days-firande i augusti.